# Mirko Kovats

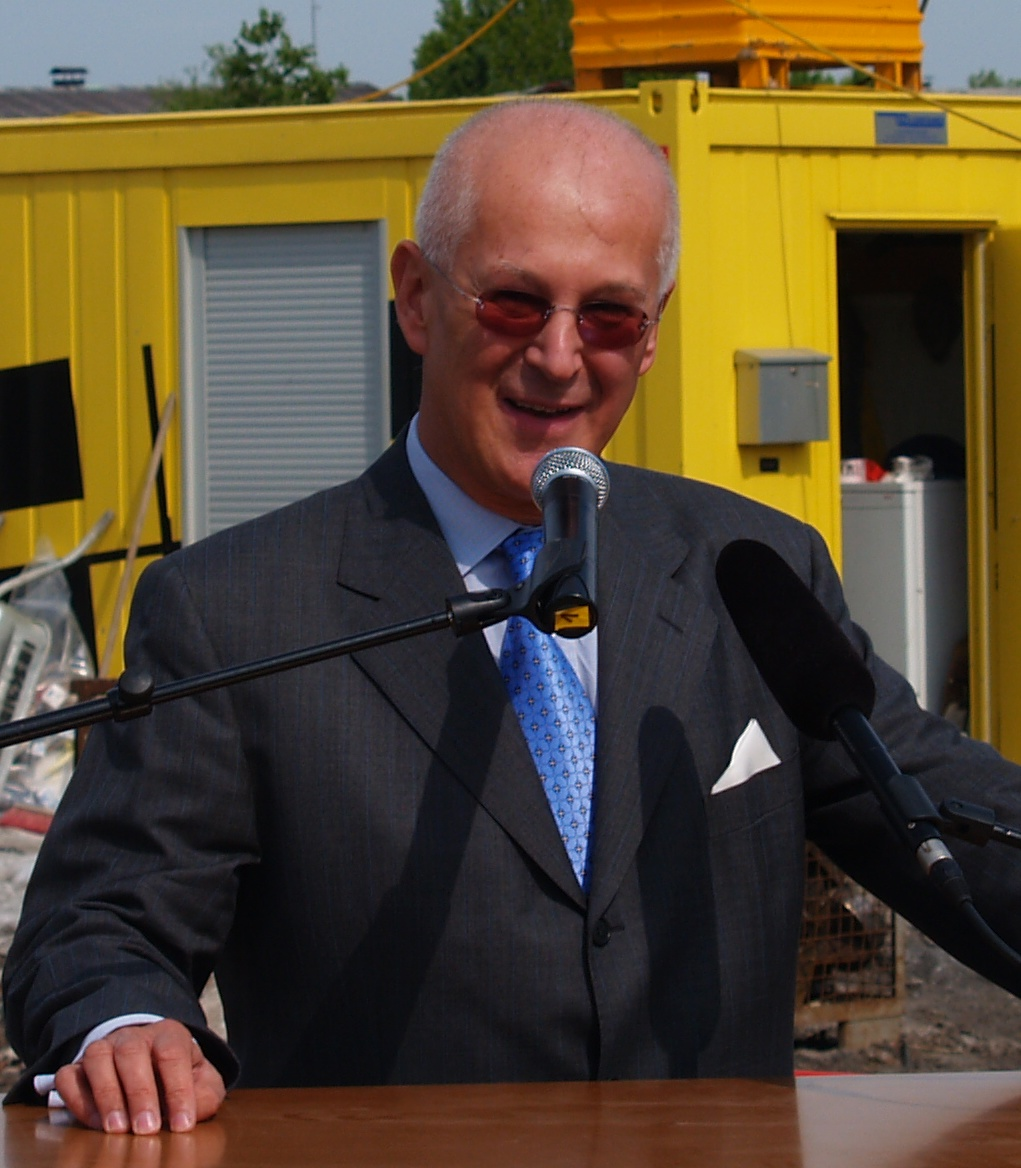
Mirko Kovats 2005

Mirko Kovats (* 3. August 1948 in Wien) ist ein österreichischer Unternehmer, vor allem bekannt durch seine Rolle als Gründer, Mehrheitseigner (indirekt, über seine Privatstiftung M.U.S.T.) und Vorstandsvorsitzender des in Liquidation befindlichen österreichischen Unternehmens A-Tec Industries.

## Lebenslauf

### Privatleben
Kovats wurde 1948 als Sohn ungarischer Einwanderer in Wien geboren. Er studierte Handelswissenschaften an der Hochschule für Welthandel und promovierte im Alter von 23 Jahren.
Mirko Kovats gilt als öffentlichkeitsscheu. Er ist verheiratet und hat zwei Söhne.

### Frühe Geschäftstätigkeit (bis 1997)
Nach dem Studium betätigte sich Kovats in den 1980er und 1990er Jahren zunächst als Händler für Maschinen mit den COMECON-Staaten.
Nach dem Zusammenbruch des Ostblocks 1989 suchte er sich ein neues Beschäftigungsfeld, entwickelte Büro- und Hotelprojekte und investierte in Immobilien. In den 1990er Jahren beteiligte sich Kovats gemeinsam mit seinem Partner Franz Mock an mehreren Diskotheken (unter anderem dem Club U4, A2 Südpol in der Multiplex-Vösendorf, Tanzpalast-Baden, Nachtwerk-Wien, Dorian Gray-Korneuburg, Miami-Hagenbrunn, Veranstaltungen in den Sofiensälen 1998 in Wien).
Wenig erfolgreich verlief die Sanierung der Ersten Österreichischen Zahnradfabrik und der Wiener Brückenbau und Eisenkonstruktions A. G.

### Aufbau der A-TEC
Ab Ende der 1990er Jahre begann Kovats, seinen Konzern A-Tec Industries aufzubauen. Den Grundstock legte er 1997, indem er 50 % der Anteile an der Salzburger Werkzeugmaschinenfabrik Emco erwarb. Später folgten weitere Hauptsäulen der Gruppe: ATB Austria Antriebstechnik, die Montanwerke Brixlegg und Austrian Energy & Environment. Durch Zukäufe erweiterte Kovats kontinuierlich seine Industrieholding. Zumeist kaufte er wirtschaftlich angeschlagene Unternehmen mit einem hohen „Turnaround-Potential“ zu einem günstigen Preis, und es gelang ihm, diese binnen weniger Jahre zu sanieren und gewinnbringend zu machen. Schließlich gehörten mehr als 70 Unternehmen mit mehr als 10.000 Mitarbeitern zur Gruppe, die einen Umsatz von deutlich über 1 Milliarde Euro erwirtschaftete.
Nicht immer war Kovats aber uneingeschränkt erfolgreich:
- 2002 scheiterte z. B. eine Übernahme des Semperit-Werkes von Continental und eine Übernahme der Wiener Grundig-Werke.
- 2003 erregte Kovats Aufsehen gemeinsam mit Partner Ronny Pecik mit dem Kauf von knapp 20 Prozent der Anteile am VA-Technologie-Industriekonzern und im Jahr 2004 mit dem gewinnbringenden, aber umstrittenen Weiterverkauf dieser Anteile an Siemens.
- 2005 beteiligte Kovats sich, wieder mit Partner Pecik, beim Schweizer Unternehmen Unaxis (heute: OC Oerlikon). Anfang 2006 zog sich Kovats vom Verwaltungsrat der Gruppe zurück. Im Gegenzug stieg Pecik, offenbar wegen Differenzen mit Kovats, bei A-TEC aus.
- 2005 versuchte er, dem österreichischen Bundesland Burgenland die Bank Burgenland abzukaufen. Der Verkauf wurde allerdings vom Landtag abgelehnt, der eine Prüfung durch den Rechnungshof verlangte, worauf Kovats sein Kaufangebot zurückzog und auch weitere geplante Investitionen im Südburgenland und in Spielberg (Steiermark) platzen ließ.
- 2007 lieferte sich Kovats einen Übernahmekampf mit dem Kupferhersteller Norddeutsche Affinerie (NA) um die belgische Cumerio. A-TEC wollte Cumerio übernehmen, die das ablehnten und die NA bevorzugten. Bevor die NA jedoch zum Zuge kommen konnten, blockierte Kovats das Geschäft, indem er seine Anteile bei Cumerio erhöhte und auch bei der NA einstieg. Die Pattsituation dauerte bis April 2008 an.[3]
- 2007 versucht Kovats, den serbischen Kupferproduzenten RTB Bor zu übernehmen.[4]
- Im Juni 2010 wollte A-Tec eine Anleihe emittieren, scheiterte jedoch. A-TEC veröffentlichte jedoch keine Ad-hoc-Meldung über den Misserfolg der Emission. Im Jahr 2012 verhängte die Finanzmarktaufsicht deswegen eine Geldstrafe in der Höhe von 130.000 EUR über Mirko Kovats und seinen Vorstandskollegen Christian Schmidt.[5][6]

Am 5. Oktober 2010 stellte A-Tec in einer Ad-hoc-Meldung Großaufträge mit einem Volumen von einer knappen Milliarde in Aussicht. Da nach Ansicht der Finanzmarktaufsicht damals bereits bekannt war, dass die Finanzierung nicht sichergestellt war, gab es im Jahr 2012 eine weitere Geldstrafe in der Höhe von 200.000 EUR für Mirko Kovats und die Mitvorstände Christian Schmid und Franz Fehringer.
Am 20. Oktober 2010 gab A-Tec die Insolvenz bekannt. Dies war die drittgrößte Insolvenz in der österreichischen Wirtschaftsgeschichte.
Im Juli 2011 führte die Staatsanwaltschaft Wien eine Hausdurchsuchung bei A-Tec durch, da aufgrund einer Anzeige Ermittlungen unter anderem wegen betrügerischer Krida und Bilanzfälschung gegen mehrere Vorstände, unter anderem Mirko Kovats, liefen.
Am 14. November 2012 erhielten die Gläubiger der A-Tec eine Quote in der Höhe von 39 Prozent ausbezahlt. Im Dezember 2015 erhielten sie weitere 4,44 Prozent.
Laut Wirtschaftsmagazin „Format“ wollte Mirko Kovats 2012 gemeinsam mit Investoren die A-Tec nach Auszahlung der Quote als Beteiligungsgesellschaft für Industriebetriebe neu aufstellen. Geplant waren Aktivitäten unter anderem in den Bereichen Öl, Gas und Kupfer. Er sah dabei auch Synergien mit der K&K-Gruppe (gemeint ist offenbar die K & K Oil and Gas GmbH, die er gemeinsam mit Jan Klima betrieb). Diese Absicht hat Kovats im Jänner 2013 erneut bekräftigt, wobei er Akquisitionen in den ursprünglichen 4 Bereichen in Aussicht stellte. Voraussetzung sei jedoch der Wiederaufnahme des Handels der A-TEC-Aktie, worüber mit der Börse Gespräche geführt würden. Die Finanzmarktaufsicht (FMA) gab jedoch bekannt, dass sie die Wiener Börse beauftragt habe, Gründe für den Widerruf der Handelszulassung der A-TEC Wertpapiere zu untersuchen. Im Februar 2014 widerrief die FMA die Börsenzulassung der A-TEC.
Im Jänner 2013 wurde bekannt, dass der A-TEC 600.000 EUR entzogen worden sein sollen. Im Interview mit dem Wirtschaftsblatt bestätigte Mirko Kovats eine Klage des Insolvenztreuhänders. Es wurde ein Vergleich mit der CII AG, die seiner Stiftung gehört, vereinbart. Dabei wurden ein Abschlag sowie eine längere Zahlungsfrist vereinbart.
20 Aktionäre haben sich dem Strafverfahren gegen Mirko Kovats bereits als Privatbeteiligte angeschlossen, weitere werden dies noch tun.
Laut einem Bericht des Magazins „News“ bestand der Verdacht, dass Kovats in eine Bestechungsaffäre in Belgien verwickelt sein könnte. Ein Manager der ehemaligen A-TEC Tochtergesellschaft Inova France, der seine eigene Schuld gestanden hat, behauptete angeblich, Kovats hätte eine Schmiergeldzahlung über zwei Millionen Euro genehmigt.
Die belgische Justiz ermittelte und hat von Österreich Rechtshilfe angefordert und erhalten (es kam zu Kontoöffnungen). Kovats wies sämtliche Vorwürfe als unwahr zurück.
Im Jahr 2019 wurde er freigesprochen.

### Aktivitäten außerhalb der A-TEC
2012 erwarb Kovats gemeinsam mit Jan Klima Schürfrechte für Gold in Sierra Leone.
Kovats und Klima sind Geschäftsführer und Eigentümer der K & K Oil and Gas GmbH Jan Klima ist der Sohn des ehemaligen österreichischen Bundeskanzlers Viktor Klima.
Es gibt Vorwürfe der Steuerhinterziehung gegen Mirko Kovats, die dieser jedoch bestreitet. Die Vorwürfe gehen unter anderem dahin, er habe „sein Firmengeflecht benutzt, um seine privaten Grundstückskäufe auf den Bahamas zu finanzieren und dabei steuerliche Vorteile zu erlangen“.
Konkret geht es dabei um die Capital- und Industrie – Investment AG (CII), eine Tochter der M.U.S.T. Privatstiftung, die einen Teil der nun wertlosen A-TEC-Aktien hält, aber auch Beteiligungen auf den Bahamas besitzt.
Es soll sich um Grundstücke halten, die abzüglich Schulden 10 Millionen Euro wert sein sollen. Die Immobilien in der Karibik sollen bis 2014 verkauft worden sein.
Unter anderem zählten folgende Firmen zu den Beteiligungen der Capital- und Industrie – Investment AG (CII AG):
- CII Ressources GmbH (Geschäftsführer: Mirko Kovats)[29], gegründet im Oktober 2008 als A-TEC Central Asia Resources GmbH, ursprünglich im Eigentum der A-Tec Industries AG[30] und im März 2009 an die CII AG übertragen.[31] Im September 2019 wurde die CII Ressources in A-TEC Energy & Environment umbenannt.[32]
- K&K Investment GmbH (indirekt; Geschäftsführer: Mirko Kovats und Jan Klima)[33] Die K&K Investment GmbH gehörte zu 50 % der CII Resources GmbH und zu 50 % Jan Klima.[34] Diese Gesellschaft hält 100 % der Anteile an der K&K Oil and Gas GmbH (indirekt; Geschäftsführer: Mirko Kovats und Jan Klima)[35]. 2018 schied Kovats als Geschäftsführer aus[36] und die CII Ressources GmbH gab auch ihre Anteile ab[37]
- K&K Natural Resources GmbH (früher: I 2 C Investment GmbH; indirekt; Geschäftsführer: Mirko Kovats und Jan Klima).[38] Kovats schied 2018 als Geschäftsführer aus.[39]

Da die Gesellschaft via K&K Investment gehalten wurde, schied die CII Ressources GmbH auch 2018 indirekt als Eigentümerin aus.
- GasOil Technology GmbH (früher: AEP Education Projects GmbH; indirekt; Geschäftsführer: Mirko Kovats und Wolfgang Gröger; Eigentümer: 46,15 % CII Resources GmbH, 53,85 % Delos Bauträger GmbH).[41][42] Mirko Kovats ist außerdem Aufsichtsrat der GasOil Technology a.s. (eine slowakische Aktiengesellschaft mit 250.000 EUR Grundkapital), in Poprad, Slowakei.[43] Das Unternehmen beschäftigt sich mit Engineering in der Öl- und Gasbranche.[44] 80 % der Gasoil Technology a.s. gehören der Gas Oil Technology Limited, London[45]. Gasoil Technology Limited gehört wiederum der Abaco Immobilienverwaltung GmbH.[46] Eigentümer der Abaco Immobilienverwaltung GmbH sind Ulrike Kovats (99 %) und Mirko Kovats (1 %).[47]

- CII Mining Industries AG (Vorstand: Emil Vassilev Kotzev und Mag. Franz Fehringer; Aufsichtsrat: Mirko Kovats [Vorsitzender], Stoyan Staykov Staykov, Freimut Dobretsberger)[48] Die Gesellschaft wurde im Jahr 2009 gegründet und hat bis heute (Mai 2013) keine Jahresabschlüsse offengelegt[49][50], obwohl § 277 Unternehmensgesetzbuch[51] vorsieht, dass dies spätesten 9 Monate nach dem Bilanzstichtag zu erfolgen hat.
 Im Mai 2014 wurde die Gesellschaft wegen Vermögenslosigkeit von Amts wegen aus dem Firmenbuch gelöscht.[52] Die Rechtsgrundlage für die Löschung war §40 Firmenbuchgesetz.[53]

- CII Transport Investment GmbH in Liquidation (51 % gehören via CII Resources GmbH der CII AG, 49 % der E-TEC Beteiligungsverwaltungs GmbH, einer Tochter der insolventen A-Tec Industries AG); sie trat im August 2012 in Liquidation und wurde nach deren Beendigung im April 2013 aus dem Firmenbuch gelöscht.[54][55][56]

Im August 2014 wurde die Capital- und Industrie – Investment Aktiengesellschaft in eine Gesellschaft mit beschränkter Haftung umgewandelt. Im Februar 2016 übertrug die nunmehrige CII Capital- und Industrie Investment GmbH (umbenannt im Jahr 2015) ihre Beteiligung an der CII Ressources GmbH auf die Delos Bauträger GmbH. Die Delos Bauträger GmbH gehört der Abaco Immobilienverwaltung GmbH, deren Eigentümer zu 1 % Mirko Kovats und zu 99 % Ulrike Kovats sind.
Kovats war außerdem Geschäftsführer der Airo Handelsgesellschaft m.b.H., die der ihm zuzurechnenden Privatstiftung TOSE gehörte. Der Airo Handelsgesellschaft m.b.H. gehörte die Airo Hotelbetriebs GmbH, die das Airo Tower Hotel in Wien-Favoriten betrieb. Die Airo Hotelbetriebs GmbH ging im April 2016 in Konkurs. Im September 2017 wurde die Airo Handelsgesellschaft m.b.H. wegen Vermögenslosigkeit aus dem Firmenbuch gelöscht.
Kovats besitzt bzw. besaß indirekt über seine Privatstiftung TOSE mehrere Immobilien. Im März 2013 wurde bekannt, dass das Artis-Hotel am Semmering an eine österreichisch-ukrainische Investorengruppe verkauft werden soll.
Im Juni 2014 verkaufte die der Stiftung gehörige Novamobil GmbH ein Zinshaus in der Universitätsstrasse 4 in Wien um 8,3 Millionen Euro an die Österreichische Beamtenversicherung.
Im Juli 2014 verkaufte die TOSE-Privatstiftung das Artis-Hotel Wien Rennweg und das Schlosshotel Krumbach um mehr als 10 Millionen Euro an Erich Podstatnys Unternehmen „EPI“. Laut einem Artikel im Industriemagazin soll der Preis nicht allzu hoch sein, es könnte sich also um einen Notverkauf handeln.
Die Artis Schlosshotel Krumbach GmbH
trat daraufhin im Jänner 2015 in Liquidation und wurde im Jahr 2019 aus dem Firmenbuch gelöscht.
Im Jahr 2020 wurde die Novamobil GmbH wegen Vermögenslosigkeit aus dem Firmenbuch gelöscht.
Das oben erwähnte Airo Tower Hotel selbst gehörte indirekt der TOSE Privatstiftung von Mirko Kovats, wurde jedoch im Juni 2015 an die Kurbadstrasse Projektentwicklungs GmbH verkauft, die im Eigentum der Familie Breiteneder sowie Thomas Levinitschnig steht. Der Verkaufspreis betrug 10,75 Millionen Euro.
Die Rückflüsse aus den Immobilienverkäufen sollen großteils zur Abdeckung von Bankschulden verwendet worden sein.
Kovats Privathaus ist geleast. Eigentümer der Grundstücke sind die Raiffeisen Impuls-My Immobilien GmbH und die Firma Abaco Immobilienverwaltung GmbH, die Kovats und seiner Frau gehört. Es bestehen Pfandrechte der Privatbank der Raiffeisenlandesbank Oberösterreich in Millionenhöhe.
Vor dem Unabhängigen Verwaltungssenat (UVS) im April 2013 sagte Kovats, er habe kein Vermögen, kein Einkommen und lebe auf Kredit. Das UVS-Verfahren betrifft die Strafen der Finanzmarktaufsicht, die im Jahr 2012 wegen Vorfällen im Jahr 2010 verhängt wurden (siehe oben)
Im Juni 2022 meldete die M.U.S.T. Privatstiftung Konkurs an.

### Übernahme von Cupori
Mirko Kovats erwarb 2014 den finnischen Kupferrohrproduzenten Cupori. Das Unternehmen ist eines der größten in seinem Sektor in Skandinavien und setzt mit 170 Mitarbeitern 100 Millionen Euro um.
Im November 2015 übernahm Cupori zwei Standorte des Konkurrenten KME in Frankreich um 6 Millionen Euro. Durch die Übernahme wurden 214 von insgesamt 260 Arbeitsplätzen gerettet und KME bleibt an der übernehmenden Gesellschaft mit 40 % beteiligt. Da die komplette Schließung der Standorte bevorstand, war die Gewerkschaft trotz Kovats Reputation bezüglich A-Tec für diese Lösung. Der Vorteil für Cupori aus dieser Transaktion war, dass damit eine Kupfergießerei erworben wird, über die das Unternehmen bisher nicht verfügte.
Kovats ist seit April 2015 als Direktor der britischen Niederlassung von Cupori Oy eingetragen.
Cupori gehörte bis 2008 zum finnischen Stahlkonzern Outokumpu.

## Kritik
Wegen seiner unkonventionellen Geschäftspraktiken und Finanzierungsmethoden und seiner teils spektakulären Transaktionen wurden Kovats wiederholt riskante, unlautere oder sogar kriminelle Machenschaften vorgeworfen. In der frühen Phase seiner Geschäftstätigkeit (vor 1997) gingen zahlreiche Unternehmen, an denen Kovats direkt oder indirekt beteiligt war, in Insolvenz.
Mehrfach wurde Kovats privatrechtlich verklagt. Auch strafrechtlich wurde er zweimal angeklagt:
1. Im Jahr 2000 wurde Kovats vom Oberlandesgericht Wien wegen eines Konkursdelikts im Zusammenhang mit der Diskothek „Dorian Gray“ rechtskräftig zu sechs Monaten auf Bewährung verurteilt.[93]
2. Im Juli 2007 gab die Staatsanwaltschaft Wien bekannt, dass im Zusammenhang mit der Insolvenz der Diskothek „A2 Südpol“ gegen Mirko Kovats Anklage wegen betrügerischer Krida erhoben wird. Bei einer Verurteilung drohte ihm als Wiederholungstäter eine Haftstrafe. Der Prozess begann am 17. September 2007.[93][94] Die Vorwürfe gingen dahin, Kovats und Mitangeklagte hätten vorsätzlich einen Konkurs herbeigeführt, indem der Betreibergesellschaft Mieten und Betriebskosten nicht verrechnet wurden. Das Verfahren wurde jedoch eingestellt. Laut Gutachter Keppert war nämlich das Gerichtsgutachten fehlerhaft, die Nichtverrechnung erfolgte demnach aufgrund der Nichteinbringlichkeit der Forderungen.[95]

Kleinanleger warfen Kovats vor, dass sein Geschäftsgebaren dem Ansehen der A-TEC schade und den Kursverlauf der Aktie massiv negativ beeinflusst habe. Sie forderten mehr Transparenz. Die A-TEC-Aktie wurde im Dezember 2006 um 100 Euro (nach einem getätigten Aktiensplit würde dieser Emissionskurs einen Wert von 25 Euro je Aktie entsprechen) ausgegeben und erreichte nach Bekanntwerden der Insolvenz im Oktober 2010 einen historischen Tiefststand von 1,85 Euro.
Nach dem Scheitern der Sanierung und Übernahme durch neue Investoren fiel die Aktie im Oktober 2011 auf 84 Cent.
Der 2008 erschienene Dokumentarfilm Let’s Make Money von Erwin Wagenhofer zeigt ihn bei höchst kontroversen Aussagen über die Arbeitsverhältnisse in seinen indischen Fabriken.

## Werke
- Mirko Kovats: Die Sowjets hatten recht: 62 Thesen eines Querdenkers. Edition a, 2010, ISBN 3-99001-015-8. (Offizieller Buchtrailer auf youtube)